# Charopus
Charopus är ett släkte av skalbaggar som beskrevs av Wilhelm Ferdinand Erichson 1840. Charopus ingår i familjen Malachiidae.
Släktet innehåller bara arten Charopus graminicola.